# Liste der Monuments historiques in Saint-Céols
Die Liste der Monuments historiques in Saint-Céols führt die Monuments historiques in der französischen Gemeinde Saint-Céols auf.

## Liste der Objekte
| Bezeichnung                  | Beschreibung                     | Standort                      | Kennzeichnung | Schutzstatus | Datum | Bild |
| ---------------------------- | -------------------------------- | ----------------------------- | ------------- | ------------ | ----- | ---- |
| Sakristeimöbel               | Holz, 19. Jahrhundert            | in der Kirche St-Céols (Lage) | PM18001090    | Inscrit      | 1981  |      |
| Lesepult                     | Schmiedeeisen, 1726              | in der Kirche St-Céols (Lage) | PM18000336    | Classé       | 1981  |      |
| Tabernakel                   | Holz, 18. Jahrhundert            | in der Kirche St-Céols (Lage) | PM18001088    | Inscrit      | 1981  |      |
| Hostieneisen                 | 15. Jahrhundert                  | in der Kirche St-Céols (Lage) | PM18000334    | Classé       | 1919  |      |
| Skulptur Madonna mit Kind    | Stein, Ende des 15. Jahrhunderts | in der Kirche St-Céols (Lage) | PM18000335    | Classé       | 1955  |      |
| Skulptur Johannes der Täufer | Holz, 17. Jahrhundert            | in der Kirche St-Céols (Lage) | PM18001083    | Inscrit      | 1981  |      |
| Ölgemälde Madonna mit Kind   |                                  | in der Kirche St-Céols (Lage) | PM18001319    | Inscrit      | 1981  |      |
| Wandverkleidung              | Holz                             | in der Kirche St-Céols (Lage) | PM18001085    | Inscrit      | 1981  |      |
| Drei Schemel                 | Holz, 17. Jahrhundert            | in der Kirche St-Céols (Lage) | PM18001089    | Inscrit      | 1981  |      |
| Pietà                        | Holz, bemalt, 18. Jahrhundert    | in der Kirche St-Céols (Lage) | PM18001084    | Inscrit      | 1981  |      |
| Weihwasserbecken             | Stein, 18. Jahrhundert           | in der Kirche St-Céols (Lage) | PM18001086    | Inscrit      | 1981  |      |
| Weihwasserbecken             | Gusseisen, 15./16. Jahrhundert   | in der Kirche St-Céols (Lage) | PM18000332    | Classé       | 1908  |      |
| Ölgemälde Christi Geburt     | 1626, von Winter (?)             | in der Kirche St-Céols (Lage) | PM18000333    | Classé       | 1913  |      |